# Англійці
Англійці — нація, основне населення Великої Британії (бл. 37 млн чоловік, при чому частина населення ідентифікує себе як британців), живуть також в колишніх англійських колоніях (США, Канада, Австралія, Нова Зеландія, Південна Африка).
Мова — англійська.
Англійці — нащадки кельтських племен бритів та ін., що змішалися в 5—6 ст. з германськими племенами англів, саксів, фризів та ютів. Асиміляція кельтів (шотландців на Півночі та валлійців на Заході острова) триває й досі. В 17 ст. Англійці склалися у модерну націю. В 18—20 ст. Англійці були головним компонентом у консолідації американців США, англо-канадців, англо-австралійців, англо-новозеландців.
Релігійні англійці належать переважно до англіканської церкви, є також баптисти, кальвіністи і католики.